# Flughafen Lijiang

i8
i11
i13
Der Lijiang Airport (chinesisch 丽江市飞机场, IATA-Code: LJG, ICAO-Code: ZPLJ) ist ein Flughafen in Lijiang, Provinz Yunnan, China. Er wurde 1995 als ziviler Flughafen errichtet und befindet sich 25 km südlich von der eigentlichen Stadt Lijiang. Es gibt Flüge von und nach Kunming, Chengdu, Xishuangbanna, Peking und Schanghai.

## Geschichte
Während des Zweiten Weltkrieges war der Lijiang Airport – wie andere Flughäfen in China auch – ein Militärflugplatz für die Alliierten des Zweiten Weltkrieges, wo Flugzeuge nach Durchführung ihrer Einsätze gegen Japan im Zweiten Japanisch-Chinesischen Krieg landeten. Im Laufe der Jahre wurde er dann nur geringfügig erweitert. Erst im Jahre 2010 erfolgte ein deutlicher Ausbau des Terminals.

## Fluggesellschaften und Flugziele
- Air China (Chengdu)
- China Eastern Airlines (Chengdu, Jinghong/Xishuangbanna, Kunming)
- China Southern Airlines (Chongqing, Kunming)
- China West Air (Chongqing)
- Deer Jet (Chengdu, Kunming)
- Lucky Air (Jinhong/Xishuangbanna, Kunming)
- Shanghai Airlines (Kunming)
- Shenzhen Airlines (Chongqing, Kunming, Shenzhen)
- Sichuan Airlines (Chengdu, Chongqing)
- United Eagle Airlines (Chengdu)